# Espen Sandberg
Espen Sandberg (* 16. Juni 1971 in Sandefjord, Norwegen) ist ein norwegischer Filmregisseur und Werbe-Filmproduzent.

## Biografie
Sandberg ist wie sein späterer Partner Joachim Rønning in Sandefjord, südlich von Oslo, aufgewachsen und verbrachte seine Jugend dort. Zusammen sammelten sie im Filmbereich ihre erste Erfahrungen, in dem sie mit der Videokamera von Rønnings Vater Kurzfilme für den privaten Bereich drehten. Sandberg und Rønning gingen nach ihrem Schulabschluss von 1992 bis 1994 auf eine Filmschule nach Stockholm. Nach ihrem Abschluss an der Stockholmer Filmschule absolvierten sie ihren Wehrdienst bei der norwegischen Armee, wo sie überwiegend mit dem Drehen von Militär- und Werbefilmen für die norwegische Armee beschäftigt waren. 1995 gründeten sie gemeinsam das Filmproduktionsunternehmen Roenberg. Der Name Roenberg setzt sich zusammen aus ihren beiden Nachnamen „Rønning“ und „Sandberg“. Ihre Osloer Firma produzierte vorwiegend Musikvideos und Werbefilme, unter anderem für Airbus, Nintendo, Coca-Cola und Nokia. Das Duo führte auch die Regie zu einem Werbespot zum Skispringen und sie drehten zum US-amerikanischen Super Bowl eine Budweiser-Werbung.
Später drehten Sandberg und Rønning auch als Regie-Duo Spielfilme. Sandberg führte 2006 zusammen mit Joachim Rønning die mexikanisch-US-amerikanische Westernkomödie Bandidas. 2008 erreichten sie in Norwegen für ihre Regie im Blockbuster-Film Max Manus eine große Aufmerksamkeit. Ihr Film Max Manus wurde 2009 für den norwegischen Amanda-Filmpreis in der Kategorie „Beste Regie“ nominiert.
Sandberg drehte 2012 gemeinsam mit Rønning einen Film über Thor Heyerdahl und seine Kon-Tiki-Expedition, unter dem Titel Kon-Tiki. Der Film hatte am 23. August 2012 seine Weltpremiere auf Den norske filmfestivalen in Haugesund. Das Osloer Kon-Tiki-Museum präsentierte dazu in einer Extra-Ausstellung die Entwicklung dieses neuen Kon-Tiki-Films. Kon-Tiki wurde 2013 für die 85. Verleihung des Oscars in der Kategorie „Bester Fremdsprachiger Film“ nominiert.
Durch die auch in Hollywood erregte Aufmerksamkeit erhielt Sandberg gemeinsam mit Rønning Ende 2015 den Regieposten für Pirates of the Caribbean: Salazars Rache, den fünften Teil der international erfolgreichen Piratenfilmreihe Pirates of the Caribbean. Diese feierte im Mai 2017 Premiere.

## Filmografie

### Regisseur
- 1997: Dag 1
- 2006: Bandidas
- 2008: Max Manus
- 2012: Kon-Tiki
- 2017: Pirates of the Caribbean: Salazars Rache (Pirates of the Caribbean: Dead Men Tell No Tales)
- 2019: Amundsen – Wettlauf zum Südpol (Amundsen)

### Weitere Auftritte
- 2012: Seile sin egen sjø (Dokumentarfilm, eigener Auftritt als er selbst)